# Sistema CGS de unidades
Sistema CGS de unidades é uma convenção de unidades de medidas físicas, um sistema dimensional da tipologia MLT (massa, comprimento, tempo), cujas unidades-base são o centímetro para o comprimento, o grama para a massa e o segundo para o tempo. Foi adotado em 1881 no Congresso Internacional de Eletricidade.
A sigla do sistema MLT vem do inglês: mass (massa, M); length (comprimento, L); time (tempo, T).

## Fundamentos
CGS é, assim, um acrônimo maiúsculo para centímetro–grama–segundo. É o sistema de unidades físicas primordial que precedeu o Sistema Internacional de Unidades (SI), por este sendo substituído. O SI baseou-se, em essência, no Sistema MKS de unidades, também acrônimo maiúsculo para metro–kg(quilograma)–segundo.
Conquanto haja tendência de unificação internacional por meio do Sistema Internacional de Unidades, o Sistema CGS ainda é bastante usado em várias áreas e há algumas razões de ordem lógica, outras de fundo histórico, outras ainda de respaldo tradicional. Eis algumas dessas razões:
1. muitas fórmulas do eletromagnetismo são mais simples em unidades CGS;
2. em alguns contextos, elas ainda parecem ser mais convenientes;
3. boa parte da antiga literatura de física ainda usa essas unidades;
4. as unidades CGS ainda são largamente empregadas em astronomia.

## História
O sistema CGS remonta a uma proposta feita em 1832 pelo matemático alemão Carl Friedrich Gauss de basear um sistema de unidades absolutas em três unidades fundamentais de comprimento, massa e tempo. Gauss escolheu as unidades de milímetro, miligrama e segundo. Em 1874, ela foi expandida pelos físicos britânicos James Clerk Maxwell e William Thomson com um conjunto de unidades eletromagnéticas e a escolha de centímetro, grama e segundo como unidades fundamentais, nomeando-o sistema C.G.S.
Os tamanhos de muitas unidades CGS se mostraram inconvenientes para fins práticos. Por exemplo, muitos objetos do dia a dia têm centenas ou milhares de centímetros de comprimento, como seres humanos, salas e construções. Assim, o sistema CGS nunca atingiu ampla utilização fora dos domínios científicos. Começando na década de 1880 e mais significativamente em meados do século XX, o sistema CGS foi internacionalmente substituído aos poucos, para fins científicos, pelo sistema MKS (metro-kilograma-segundo), que veio a evoluir para o padrão SI atual.
Desde a adoção internacional do padrão MKS na década de 1940 e do padrão SI na década de 1960, o uso das unidades CGS diminuiu gradativamente em todo o mundo, mais lentamente nos Estados Unidos que em outros lugares. As unidades CGS não são mais aceitas em publicações na maioria dos periódicos científicos e livros didáticos, embora sejam utilizadas em periódicos de astronomia, como o americano The Astrophysical Journal. Elas ainda são usadas ocasionalmente na literatura técnica, especialmente nos Estados Unidos nas áreas de ciência dos materiais, eletrodinâmica e astronomia. O uso contínuo das unidades CGS é mais dominante em magnetismo e áreas correlatas, pois sua unidade primária em unidades MKS, o tesla, é inconvenientemente grande, levando ao uso comum do gauss, a unidade equivalente do CGS.
As unidades grama e centímetro permanecem úteis como prefixos do sistema SI, especialmente para experimentos acadêmicos de física e química, nos quais se ajustam a escalas pequenas dos experimentos de mesa. Entretanto, quando são necessária unidades derivadas, são utilizadas as do sistema SI em vez do CGS. Por exemplo, um curso de física experimental pode solicitar aos estudantes que registrem os comprimentos em centímetros e as massas em gramas, mas a força em newtons, um uso consistente com o sistema SI.

## Unidades derivadas
Assim como no Sistema internacional, algumas unidades derivadas recebem nomes especiais:
1. Dina (para força);
2. Erg (para energia, trabalho, calor, etc.);
3. Gal (para aceleração);
4. Gauss (para campo magnético);
5. Maxwell (para fluxo magnético);
6. Öersted (para intensidade de campo);
7. Phot (para iluminamento);
8. Poise (para viscosidade dinâmica em fluidos);
9. Stilb (para luminância);
10. Stokes (para viscosidade cinemática);
11. Dina por centímetro cúbico (para peso específico).

## Múltiplos / subdivisões
| Quilômetro/ Quilómetro (km) |
| Hectômetro/ Hectómetro (hm) |
| Decâmetro (dam)             |
| Metro (m)                   |
| Decímetro (dm)              |
| Centímetro (cm)             |
| Milímetro (mm)              |

| Quilograma (kg) |
| Hectograma (hg) |
| Decagrama (dag) |
| Grama (g)       |
| Decigrama (dg)  |
| Centigrama (cg) |
| Miligrama (mg)  |

| Quilolitro (kl) |
| Hectolitro (hl) |
| Decalitro (dal) |
| Litro (l)       |
| Decilitro (dl)  |
| Centilitro (cl) |
| Mililitro (ml)  |

## Unidades mecânicas CGS
| Grandeza    | Unidade         | Definição (Dimensional) | SI          |
| ----------- | --------------- | ----------------------- | ----------- |
| comprimento | centímetro      | cm                      | = 10–2 m    |
| massa       | grama           | g                       | = 10–3 kg   |
| tempo       | segundo         | s                       | s           |
| força       | dina            | dyn = 1 g.cm/s²         | = 10–5 N    |
| energia     | erg             | erg = 1 g.cm²/s²        | = 10–7 J    |
| potência    | erg por segundo | 1 erg/s = 1 g.cm²/s³    | = 10–7 W    |
| pressão     | bar             | bar = 106 dyn/cm²       | = 105 Pa    |
| viscosidade | poise           | 1 P = 1 g/(cm.s)        | = 10–1 Pa.s |